# Hypericum patulum

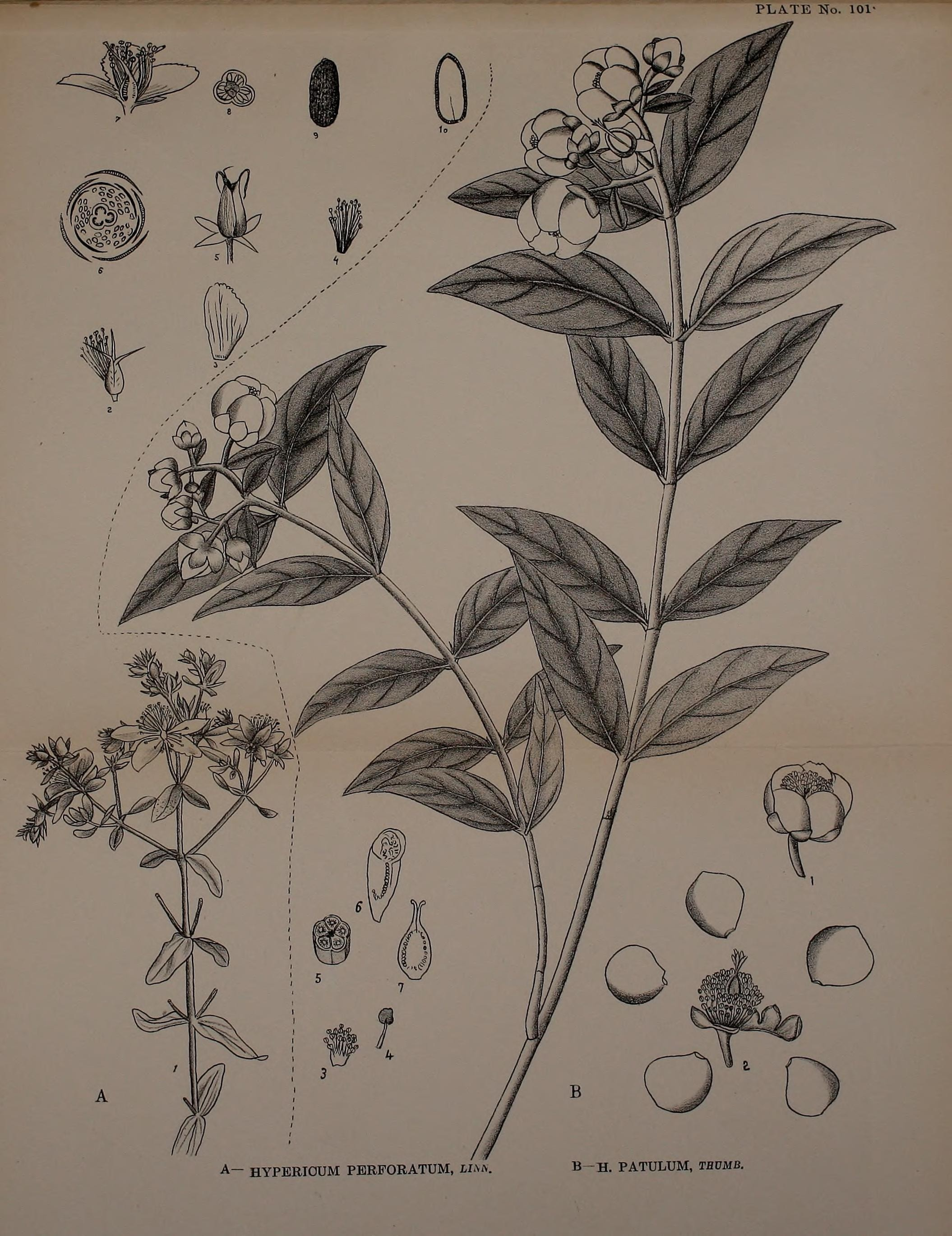
Mẫu vật của H. patulum (B) cùng với H. perforatum (A).

Hypericum patulum là tên của một loài cây bụi nằm trong cụm (một thuật ngữ chỉ thứ bậc trong thực vật học, cao hơn loài nhưng lại thấp hơn chi) Hypericum sect. Ascyreia. Người ta trồng loài cây này để làm cảnh với tên gọi là Hypericum 'Hidcote' or Hypericum x hidcoteense 'Hidcote'. Khi trưởng thành, nó khá lớn, hoa có màu vàng và thu hút ong và những loài chim nhỏ.

## Phép phân loại
Năm 1784, nhà tự nhiên học người Thụy Điển Carl Peter Thunberg đã mô tả Hypericum patulum. Vào năm sau, nhà thực vật học người Đức Johan Andreas Murray xuất bản mô tả này trong cuốn sách tên là Systema Vegetabilium.
Loài này có 18 nhiễm sắc thể ở cả hai thể giao tử và thể bào tử.
Nó còn có 5 biến thể:
- H. patulum var. attenuatum Choisy 1824
- H. patulum var. forrestii Chitt. 1923
- H. patulum var. henryi  Bean 1905
- H. patulum var. hookerianum  (Wight & Arn.) Kuntze 1891
- H. patulum var. uralum (Buch.-Ham. ex D. Don) Koehne 1893

## Môi trường sống và phân bố
Ở Trung Quốc, loài cây này là loài bản địa của 2 tỉnh Quý Châu và Tứ Xuyên. Nhưng ở Nhật Bản, Đài Loan, Ấn Độ, Úc, Nam Phi, người ta cũng trồng chúng là dần dà chúng trở nên phổ biến ở đây. Hơn nữa, người dân ở những vùng có khí hậu ôn hòa cũng trồng chúng để làm cảnh.
Môi trường thích hợp của Hypericum patulum là môi trường khô ráo, rộng rãi (độ cao từ 1200 đến 3600 mét), đặc biệt là những khu vực dốc cằn cỗi, những vách đá nhô ra biển.

## Mô tả
Nó là cây bụi, cao từ 0,3 đến 1,5 mét. Thân của nó có 4 đường khi còn nhỏ, sau đó chỉ còn 2 đường, thi thoảng bề mặt thân còn bằng phẳng. Lá thì mỏng như giấy, có màu xanh xám. Hoa có màu vàng, không có sắc đỏ. Mỗi hoa có từ 50 đến 70 nhị hoa, mọc thành đám, dài từ 7 đến 12 mm, cánh hoa thì có chiều dài gấp đôi. Hạt thì có kích thước từ 1 đến 1,2 mm.

## Hình ảnh

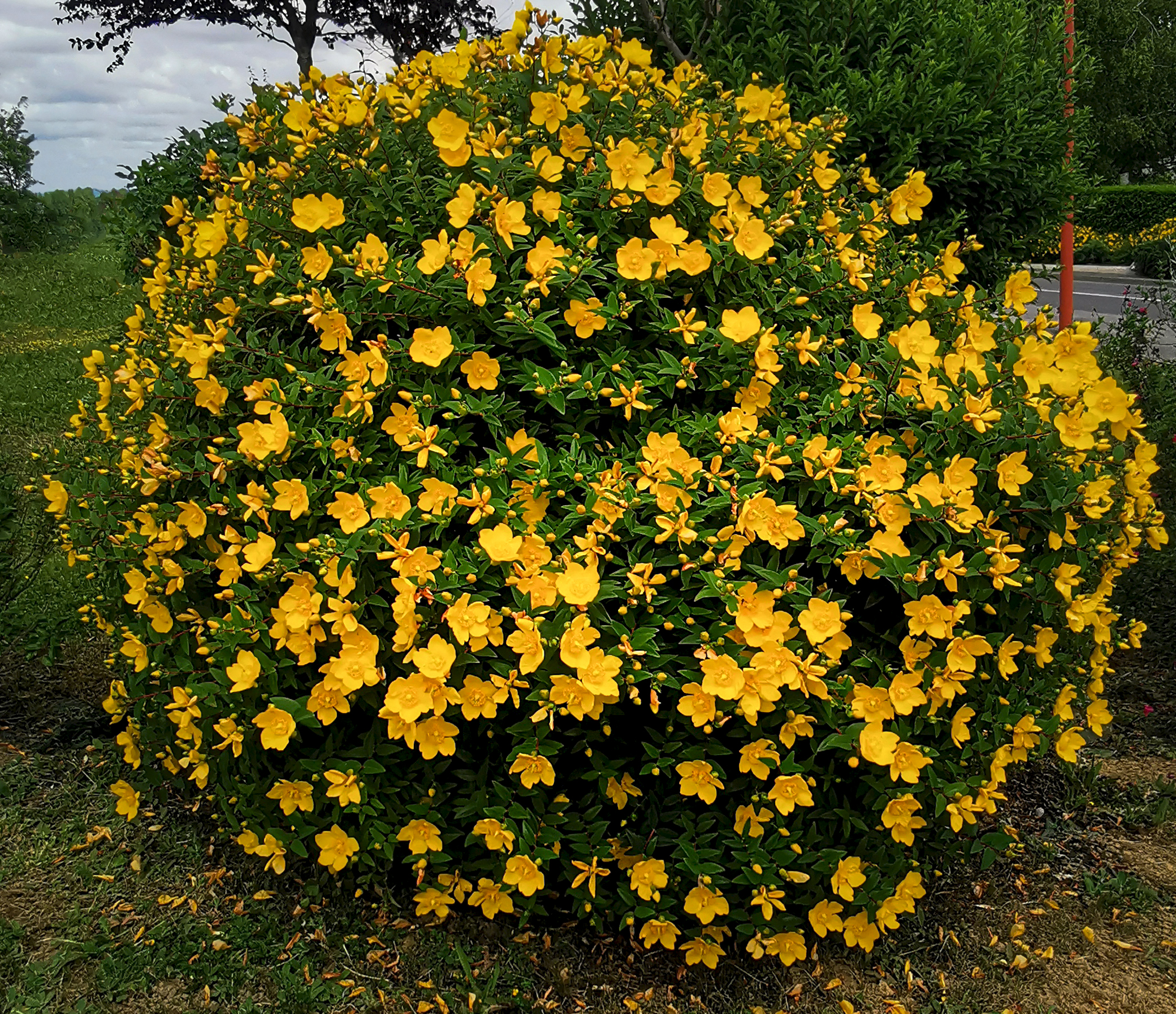
Khi cây toàn hoa
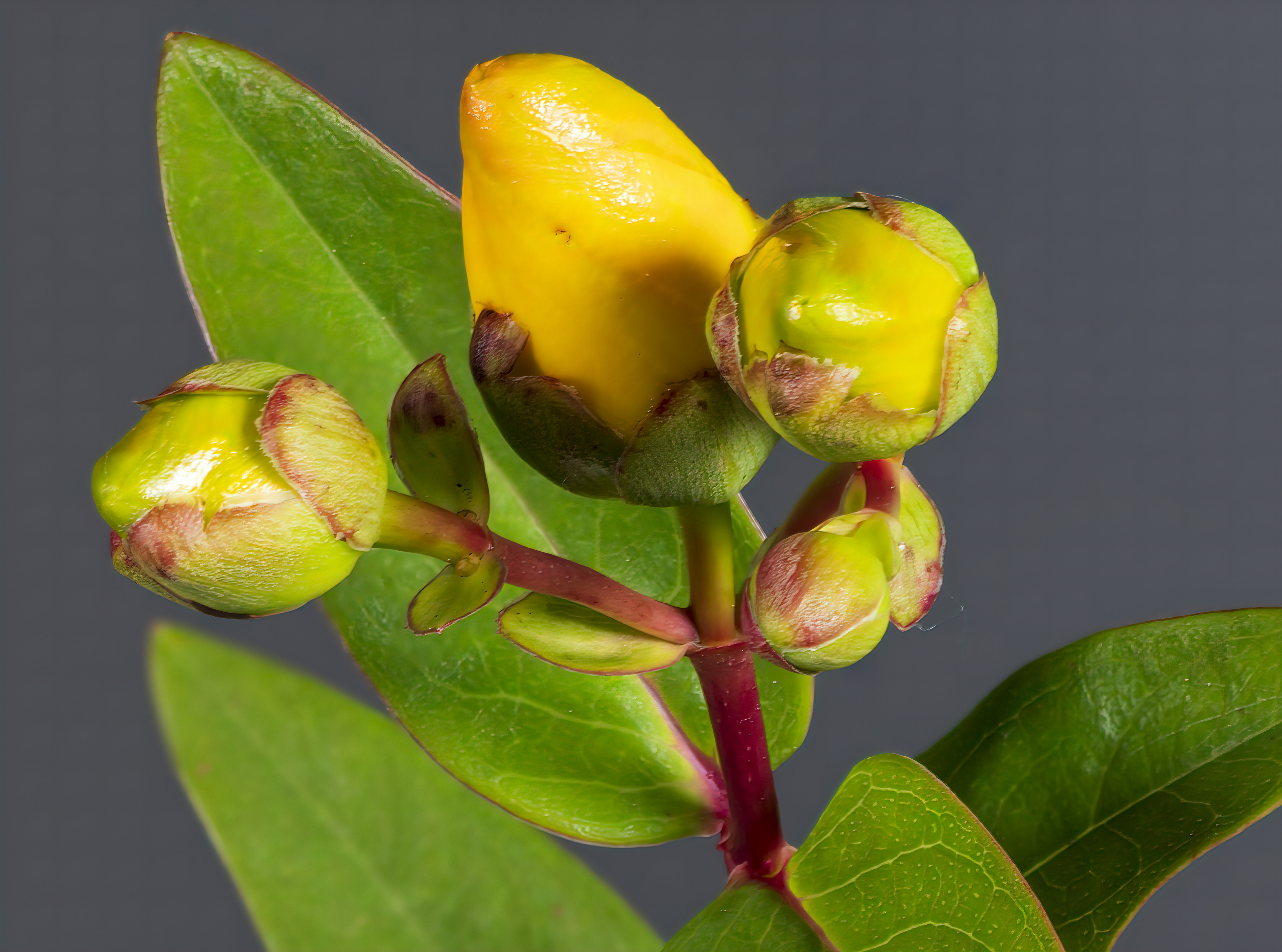
nụ hoa
Hoa
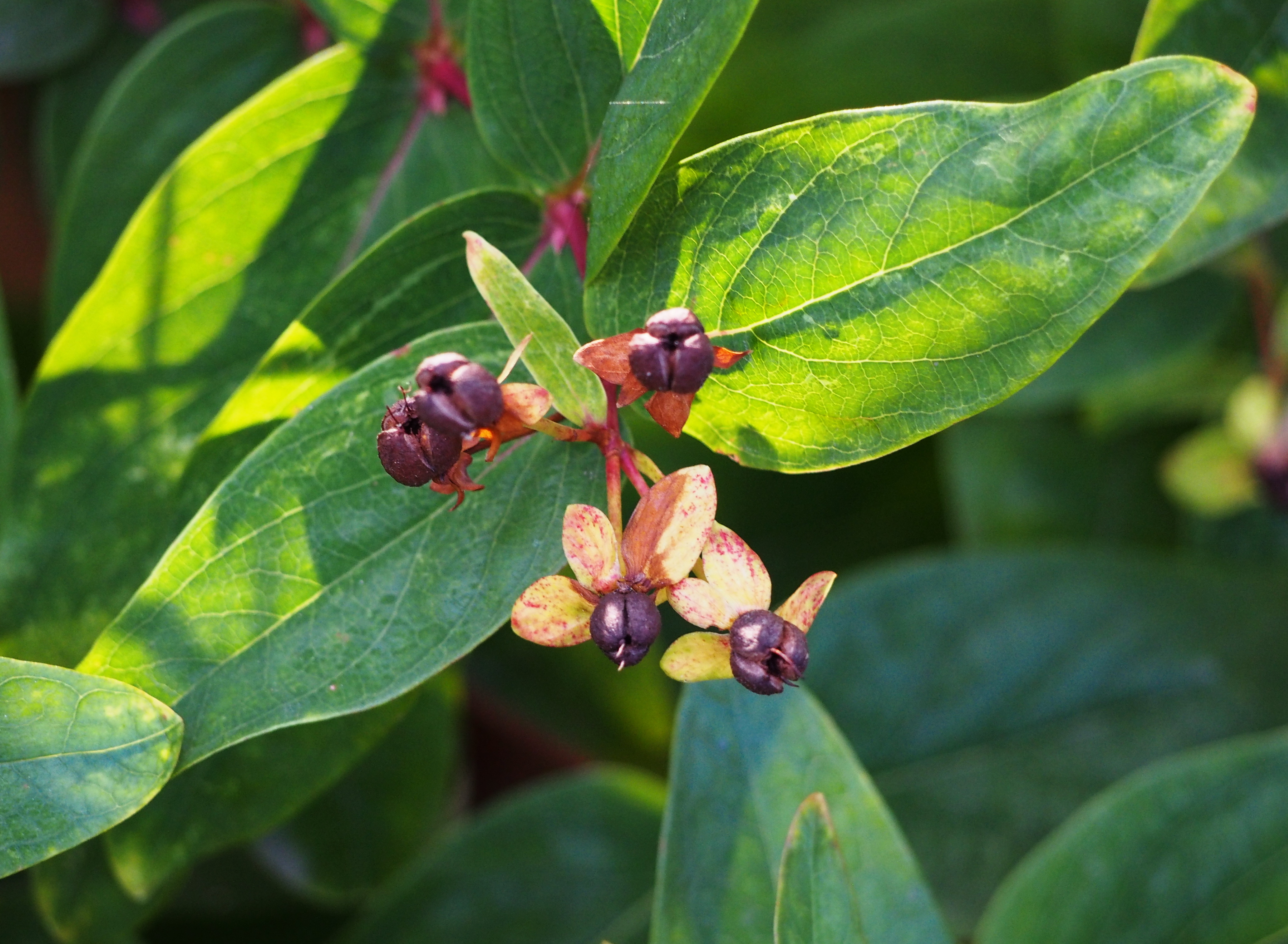
Hạt
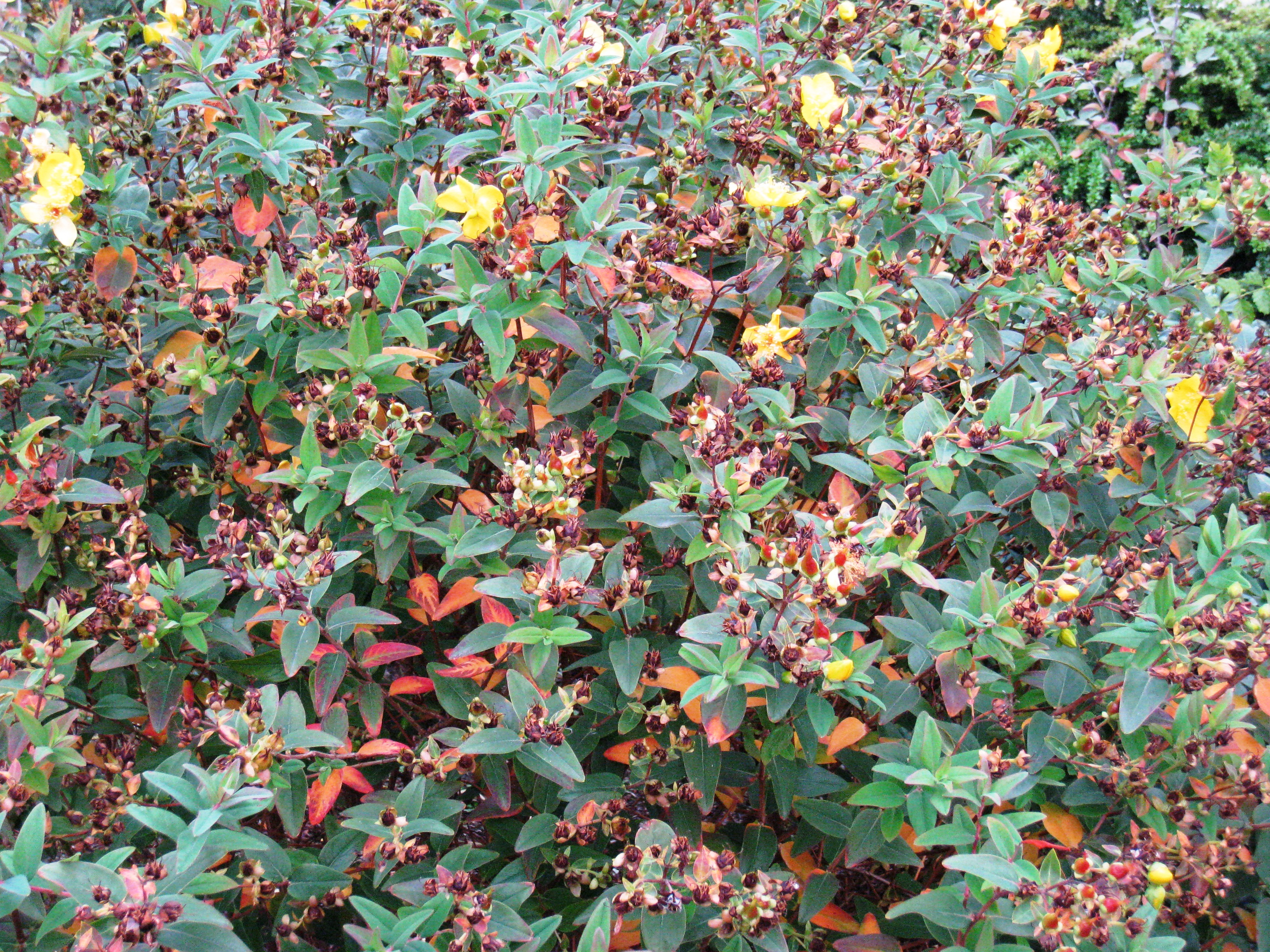
Khi cây toàn hạt